# 220495 Margarethe
220495 Margarethe este un asteroid din centura principală de asteroizi.

## Descriere
220495 Margarethe este un asteroid din centura principală de asteroizi. A fost descoperit pe 17 februarie 2004 la Wildberg de Rolf Apitzsch. Asteroidul prezintă o orbită caracterizată de o semiaxă mare de 2,31 ua, o excentricitate de 0,24 și o înclinație de 23,6° în raport cu ecliptica.